# LY6G5C
LY6G5C (англ. Lymphocyte antigen 6 family member G5C) – білок, який кодується однойменним геном, розташованим у людей на 6-й хромосомі. Довжина поліпептидного ланцюга білка становить 150 амінокислот, а молекулярна маса — 16 650.
| 10         |  | 20         |  | 30         |  | 40         |  | 50         |
| ---------- |  | ---------- |  | ---------- |  | ---------- |  | ---------- |
| MRFMAGPAGS |  | QSLGPLCFHS |  | SPQALYTVLL |  | IVLVMMSLVF |  | GKFVPVNWEP |
| PQPLPFPKYL |  | RCYRCLLETK |  | ELGCLLGSDI |  | CLTPAGSSCI |  | TLHKKNSSGS |
| DVMVSDCRSK |  | EQMSDCSNTR |  | TSPVSGFWIF |  | SQYCFLDFCN |  | DPQNRGLYTP |
|            |  |            |  |            |  |            |  |            |

A: Аланін

C: Цистеїн

D: Аспарагінова кислота

E: Глутамінова кислота

F: Фенілаланін

G: Гліцин

H: Гістидин

I: Ізолейцин

K: Лізин

L: Лейцин

M: Метіонін

N: Аспарагін

P: Пролін

Q: Глутамін

R: Аргінін

S: Серин

T: Треонін

V: Валін

W: Триптофан

Задіяний у такому біологічному процесі, як альтернативний сплайсинг. 
Секретований назовні.